# Svárovská lípa
Svárovská lípa je 30 metrů vysoká lípa malolistá (Tilia cordata) v lese u hranice obory Podkozí v okrese Praha-západ ve Středočeském kraji. Toto území náleží do katastru obce Ptice, nejbližším sídlem je však obec Svárov, která leží necelý jeden kilometr severněji od památného stromu a náleží již do okresu Kladno. Lokalita se nachází asi 22 km západně od centra Prahy a 5 km severozápadně od Rudné. První písemná zmínka o lípě pochází z roku 1950 [zdroj?] .
Stáří stromu se odhaduje přibližně na 200 let. V dřívějších dobách se u lípy konala ochotnická divadelní představení. U cesty poblíž stromu  je místo s lavičkami a stolem pro posezení výletníků.

## Památné a významné stromy vokolí
- Drahelčická lípa (4,6 km jv.)
- Dub u svárovské hájovny (1,6 km z.)
- Jinan v Červeném Újezdě (2,9 km ssv.)
- Holečkův dub (Úhonice, 1,7 km vjv.)
- Lípa u černého křížku (Úhonice, 3,5 km v.)
- Lípa v Hájku (3,8 km sv.)
- Lípa v Úhonicích (4,7 km v.)
- Lípa ve Pticích (2,5 km v.)
- Muk „Na kocourku“ (Kyšice, 4,3 km ssz.)